# Новояцкий
Новояцкий — хутор в Володарском районе Астраханской области России. Входит в состав Калининского сельсовета. Население 53 человек (2010), 98 % из них — казахи.

## География
Новояцкий расположено в юго-восточной части Астраханской области, в дельте реки Волги и находится на правом берегу реки Бузан. Уличная сеть состоит из одного географического объекта: ул. Победы
Абсолютная высота 26 метров ниже уровня моря.
Климат умеренный, резко континентальный, характеризуется высокими температурами летом и низкими — зимой, малым количеством осадков, а также большими годовыми и летними суточными амплитудами температуры воздуха.

## История
Аул Яцкий в 1918 году входил в состав Марфинской волости Красноярского уезда. В 1920 году включен в состав Успенского сельсовета. В 1921 году передан в Тюлендеевскую волость. С 1925 года в составе Могойского района, с 1926 года — Марфинского, с 1931 г. — Володарского. В 1930-е годы передан в состав Калининского сельсовета. С 1960 го года числиться как хутор Новояцкий.
Изначально хутор располагался на берегу реки Нижняя Худяковка — одной из многочисленных проток в дельте Волги, но предположительно, в 1980-е годы жителей хутора переселяют в хутор Карататор, который в свою очередь получил название Новояцкий.

## Население
| 2002 | 2010 |
| ---- | ---- |
| 63   | ↘53  |

Национальный и гендерный состав
По данным Всероссийской переписи, в 2010 году численность населения составляла 53 человека (29 мужчин и 24 женщины, 54,7 и 45,3 %% соответственно).
Согласно результатам переписи 2002 года, в национальной структуре населения казахи составляли 98 % от 64 жителей.

## Инфраструктура
Нет данных

## Транспорт
Выезд на автодорогу регионального значения Марфино — Калинино, идентификационный номер 12 ОП РЗ 12Н 035.